# Pedro Frances
Pedro Henrique Frances (* 30. Juni 1989) ist ein brasilianischer Volleyballspieler.

## Karriere
Frances begann seine Karriere 2010 beim Clube Kapa in Portugal. 2011 wechselte er zum österreichischen Bundesligisten Hypo Tirol Volleyballteam Innsbruck. Gleich in der ersten Saison gewann er mit dem Verein die österreichische Meisterschaft. Von 2014 bis 2017 folgten vier weitere Meistertitel. Außerdem spielte Frances mit dem Verein in dieser Zeit regelmäßig in der Volleyball Champions League. 2017 wurde er in das Team des neugegründeten deutsch-österreichischen Bundesligisten Hypo Tirol Alpenvolleys Haching übernommen. Mit den Alpenvolleys schied er in der Saison 2017/18 im Achtelfinale des DVV-Pokals aus, erreichte aber in den Bundesliga-Playoffs das Halbfinale. Die gleichen Ergebnisse gab es in der Saison 2018/19.